# Charles Benjamin Howard
Pour l’article homonyme, voir Howard.
Charles Benjamin Howard (27 septembre 1885-25 mars 1964) est un homme d'affaires, industriel, marchand et homme politique fédéral du Québec.

## Biographie
Né à Smith's Mills en Estrie, M. Howard étudia à Sherbrooke et au collège Wesleyan de Stanstead. Au décès de son père en 1923, il devint président de l'entreprise forestière familiale, la B.C. Howard Company. Il fut également maire de la ville de Sherbrooke de 1950 à 1952.
Élu député du Parti libéral du Canada dans la nouvelle circonscription fédérale de Sherbrooke en 1925, il fut réélu en 1926, 1930 et en 1935.
Il ne se représenta pas en 1940 pour accepter le poste offert par le Premier ministre William Lyon Mackenzie King de sénateur de la division de Wellington. Durant son mandat de sénateur, il est whip du gouvernement au Sénat de 1947 à 1950. Il demeurera sénateur jusqu'à son décès le 25 mars 1964 à Sherbrooke à l'âge de 78 ans.